# 濱口富士雄
濱口 富士雄（はまぐち ふじお、1949年4月14日 - ）は日本の漢文学者、群馬県立女子大学学長。漢和辞典『全訳 漢辞海』（三省堂）の編者の一員でもある。

## 略歴
- 1949年　東京都江東区にて誕生
- 1965年　江東区立深川第三中学校卒業
- 1968年　東京都立両国高等学校卒業
- 1973年　大東文化大学文学部中国文学科を特待生として卒業
- 1975年　東京教育大学（現：筑波大学）大学院文学研究科中国古典学専攻修士課程修了
- 1978年　大東文化大学大学院文学研究科中国学専攻博士課程満期退学
- 1980年　長野短期大学専任講師就任
- 1981年　秋田大学専任講師転任
- 1983年　同大学助教授昇任
- 1994年　「清代考拠学の思想史的研究」で筑波大学文学博士
- 1996年　群馬県立女子大学教授に転任
- 2002年　同文学研究科長就任
- 2011年　同学長就任
- 2017年　学長退任[2]

## 受賞歴
- 1983年、「王念孫における訓詁の意義」により第2回東方学会賞受賞
- 2024年、瑞宝中綬章[3][4]受章

## 著作
- 『清代考拠学の思想史的研究』国書刊行会、1994
- 『群馬の漢文碑』東豊書店、2007
- 『続・群馬の漢文碑』東豊書店、2012

訳・注解
- 『射経　中国古典新書』明徳出版社、1979

### 共著・編集
- 『三省堂漢和辞典』三省堂編修所編、1988
- 『漢文語法の基礎』編、東豊書店、1997
- 『三省堂 例解小学漢字辞典』月本雅幸共編、1997、第6版2020
- 『全訳 漢辞海』佐藤進共編、三省堂、2000、第4版2017
- 『古医書語法の基礎』編、東豊書店、2004